# Richard Caswell

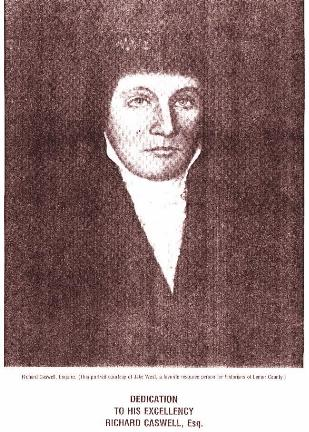
Richard Caswell

Richard Caswell (* 3. August 1729 im Baltimore County, Province of Maryland; † 10. November 1789 in Fayetteville, North Carolina) war ein US-amerikanischer Politiker und erster und fünfter Gouverneur von North Carolina.

## Frühe Jahre und politischer Aufstieg
Richard Caswell war seit 1746 in der damaligen britischen Kolonie North Carolina ansässig. Nach der Grundschule studierte er Jura und wurde Rechtsanwalt in Hillsboro. Von 1752 bis 1754 war er Angestellter beim Gericht im Orange County. Seine politische Karriere begann 1754, als er Mitglied der kolonialen Delegierten Versammlung der Kolonie North Carolina wurde. Er behielt dieses Mandat bis zum Jahr 1771. Während der letzten beiden Jahre in diesem Gremium, war er sogar dessen Vorsitzender (Speaker). In den Jahren 1774 und 1775 war er Delegierter auf dem Amerikanischen Kontinentalkongress. Im bald darauf beginnenden Amerikanischen Unabhängigkeitskrieg kämpfte Caswell zeitweise als amerikanischer Offizier gegen die Briten. Er nahm an einigen Schlachten teil, sein Hauptgebiet aber blieb die Politik.

## Die Verfassung von North Carolina
Noch 1776, im Jahr der Unabhängigkeitserklärung der Vereinigten Staaten, trat in North Carolina eine verfassungsgebende Versammlung zusammen, die der ehemaligen Kolonie eine demokratische Grundordnung geben sollte. Richard Caswell wurde von der Versammlung zu deren Präsident ernannt. Außerdem wurde er bis zur Wahl des ersten Gouverneurs durch die Abgeordnetenkammer, zum amtierenden Gouverneur von North Carolina bestimmt. Die neue Verfassung sah für das Amt des Gouverneurs einjährige Amtszeiten vor, mit der Möglichkeit insgesamt drei zusammenhängende Amtszeiten zu absolvieren. Der Gouverneur, sowie die meisten anderen Amtspersonen, wurden nach dieser Verfassung nicht vom Volk, sondern dem Abgeordnetenhaus von North Carolina gewählt. Das Amt des Vizegouverneurs (Lieutenant Governor) gab es in North Carolina erst, seit der Verabschiedung der zweiten Verfassung im Jahr 1868. Das allgemeine Wahlrecht war nicht Bestandteil dieser Verfassung, wohl aber die Menschenrechte (Declaration of Rights). Die Gewaltenteilung war in der Verfassung verankert, wenn auch die Abgeordnetenkammer mit einer größeren Machtfülle ausgestattet wurde, als die Regierung des Gouverneurs. Öffentliche Ämter waren laut der Verfassung von 1776 an Landbesitz gebunden. Diese Verfassung blieb offiziell bis 1868 gültig, wurde aber zwischenzeitlich mehrfach modifiziert. So wurde etwa ab 1835 der Gouverneur vom Volk gewählt.

## Gouverneur von North Carolina
Nach seiner Ernennung durch die verfassungsgebende Versammlung im Dezember 1776 zum amtierenden Gouverneur, wurde Caswell im April 1777 von den Abgeordneten zum ersten offiziellen Gouverneur von North Carolina gewählt. Er wurde in den folgenden drei Jahren, entsprechend der Verfassung, jeweils wiedergewählt. Seine Amtszeit endete schließlich am 20. April 1780. Schwerpunkt seiner ersten Jahre als Gouverneur war der immer noch bestehende Krieg gegen England um die Amerikanische Unabhängigkeit. North Carolina musste Truppen für die Armee stellen und für deren Versorgung mit Waffen und Proviant sorgen. Im Land selbst kam es, wie in vielen anderen ehemaligen britischen Kolonien in Nordamerika, zu Konflikten zwischen den Loyalisten, den Anhängern des britischen Kolonialreichs, und den amerikanischen Patrioten. Es fanden auch einige reguläre Schlachten zwischen den Amerikanern und Briten in North Carolina statt. In den folgenden Jahren, von 1782 bis 1784, war Caswell Mitglied des Senats von North Carolina und zeitweise Finanzminister (Comptroller) dieses Landes. Außerdem wurde er vom Parlament zum Oberbefehlshaber der Miliz ernannt, was zu Spannungen zwischen dem neuen Gouverneur Abner Nash und dem Abgeordnetenhaus führte. Im Jahr 1785 wurde er nochmals zum Gouverneur seines Landes gewählt. Durch anschließende Wiederwahlen blieb er bis zum 20. Dezember 1787 im Amt. Es war die Zeit, in der um die Westgrenze des Landes gestritten wurde. Ursprünglich gehörte der heutige Staat Tennessee zu North Carolina. Jedoch spalteten sich 1784 fünf Countys von North Carolina ab und bildeten den so genannten State of Franklin. Die Einwohner des neuen Landes wählten John Sevier, den späteren ersten Gouverneur von Tennessee, zu ihrem Staatsoberhaupt. In der Folge löste sich der State of Franklin wieder auf. Ab 1790, also schon nach Caswells Tod, wurde im Westen aus ehemaligen Gebieten North Carolinas, auf die das Land verzichtet hatte, von der Bundesregierung das Südwest-Territorium gegründet, aus dem dann 1796 der Staat Tennessee hervorging.

## Weitere Karriere und Tod
Nach dem Ende seiner Amtszeit sollte Caswell für North Carolina am Verfassungskonvent der Vereinigten Staaten teilnehmen, doch er lehnte diesen Auftrag ab. Am Ende seiner politischen Karriere wurde er Abgeordneter und Präsident des Parlaments von North Carolina. Richard Caswell starb im November 1789. Er war mit Mary Mackilwean verheiratet, das Paar hatte drei Kinder.